# Пемов, Абрам Наумович

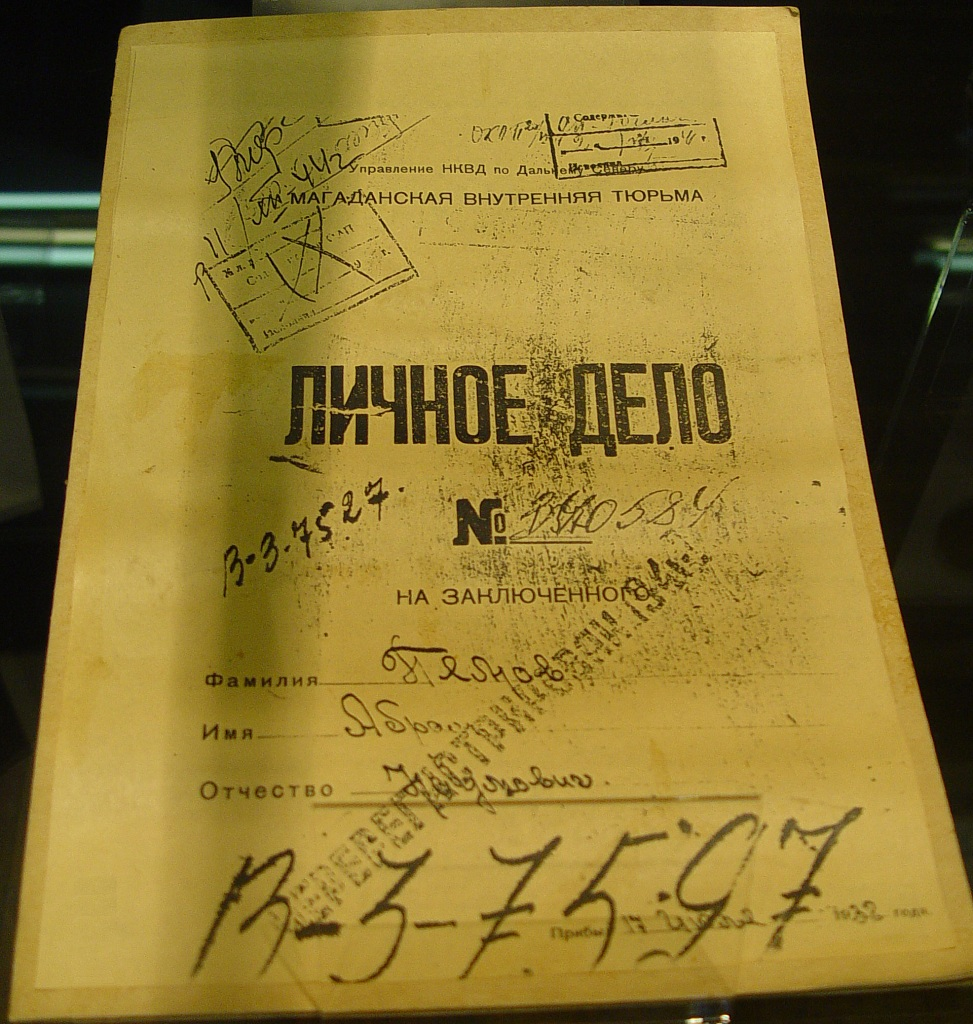
Обложка личного дела з/к А. Н. Пемова

Пемов Абрам Наумович (1895, Кривой Рог, Херсонская губерния — 4 июля 1944, Находка, Приморский край) — советский хозяйственный деятель, организатор горнодобывающей промышленности.

## Биография
Родился в 1895 году в местечке Кривой Рог Херсонского уезда Херсонской губернии в семье рабочего. Образование неоконченное среднее.
До 1917 года работал переплётчиком. Член РКП(б) с 1919 года.
Участник Гражданской войны, в 1919—1922 годах служил в 1-й Конной армии РККА. В 1922—1924 годах — комиссар военно-хозяйственного управления Северо-Кавказского военного округа. В 1924—1927 годах — военный представитель при Наркомате финансов РСФСР.
С 1928 года работал на строительстве Вишерской целлюлозно-бумажной фабрики ОГПУ: с 1929 года — начальник снабжения строительства, с ноября 1931 года — начальник строительства Вишерского целлюлозно-бумажного комбината ОГПУ имени В. Р. Менжинского, в январе-мае 1932 года — директор.
15 сентября 1932 года приехал на Колыму. В сентябре-декабре 1932 года — временно исполняющий должность начальника транспортной конторы и помощник начальника управления Дальстроя ОГПУ, затем помощник начальника управления Дальстроя ОГПУ-НКВД, одновременно с 5 декабря 1932 года — начальник управления по добыче полезных ископаемых (УДПИ), с 25 марта 1934 года — начальник горного управления Дальстроя.
В июле 1935 года откомандирован на «материк» в распоряжение НКВД. С 10 ноября 1935 года — заместитель начальника Сегежстроя и помощник начальника управления Беломоро-Балтийского ИТЛ НКВД. С 1 августа 1937 года — временно исполняющий должность начальника управления Сегежстроя НКВД.
С 10 июня 1938 года — заместитель начальника Дальстроя НКВД. В июле 1938 года освобождён от занимаемой должности. 14 июля 1938 года арестован. 30 декабря 1940 года, решением особого совещания при НКВД СССР «за участие в антисоветской правотроцкистской организации», приговорён к 8 годам лишения свободы.
Умер в заключении 4 июля 1944 года в бухте Находка Приморского края от порока сердца.
21 марта 1956 года определением военного трибунала Дальневосточного военного округа реабилитирован.

## Награды
- Орден Ленина (22 марта 1935)[3][4].